# Gunta Vaičule
Gunta Latiševa-Čudare, coniugata Vaičule (Rēzekne, 9 marzo 1995), è una velocista lettone.

## Palmarès
| Anno | Manifestazione    | Sede           | Evento      | Risultato  | Prestazione | Note                                     |
| ---- | ----------------- | -------------- | ----------- | ---------- | ----------- | ---------------------------------------- |
| 2011 | Mondiali allievi  | Lilla          | 100 m piani | Batteria   | 12"26       |                                          |
| 2011 | Mondiali allievi  | Lilla          | 100 m piani | Semifinale | 24"39       |                                          |
| 2012 | Mondiali juniores | Barcellona     | 400 m piani | Batteria   | 55"57       |                                          |
| 2013 | Europei juniores  | Rieti          | 400 m piani | 4ª         | 52"76       |                                          |
| 2014 | Mondiali juniores | Eugene         | 400 m piani | Semifinale | 54"23       |                                          |
| 2014 | Europei           | Zurigo         | 400 m piani | Batteria   | 53"37       |                                          |
| 2015 | Europei under 23  | Tallinn        | 400 m piani | Batteria   | 52"60       | Miglior prestazione personale            |
| 2015 | Europei under 23  | Tallinn        | 4×100 m     | Batteria   | 46"65       |                                          |
| 2015 | Mondiali          | Pechino        | 400 m piani | Batteria   | 52"17       | Miglior prestazione personale            |
| 2016 | Europei           | Amsterdam      | 400 m piani | Semifinale | 53"11       | Miglior prestazione personale stagionale |
| 2016 | Giochi olimpici   | Rio de Janeiro | 400 m piani | Batteria   | 53"08       | Miglior prestazione personale stagionale |
| 2017 | Europei under 23  | Bydgoszcz      | 400 m piani | Oro        | 52"00       |                                          |
| 2017 | Mondiali          | Londra         | 400 m piani | Semifinale | 51"57       |                                          |
| 2017 | Universiadi       | Taipei         | 200 m piani | Argento    | 23"15       | Miglior prestazione personale            |
| 2017 | Universiadi       | Taipei         | 4×100 m     | Batteria   | 46"16       |                                          |
| 2018 | Europei           | Berlino        | 400 m piani | Semifinale | 51"60       | Miglior prestazione personale stagionale |
| 2019 | Europei indoor    | Glasgow        | 400 m piani | Semifinale | 53"53       |                                          |
| 2019 | Universiadi       | Napoli         | 200 m piani | 4ª         | 23"12       |                                          |
| 2019 | Mondiali          | Doha           | 200 m piani | Batteria   | 23"32       |                                          |
| 2022 | Mondiali indoor   | Belgrado       | 400 m piani | Batteria   | 53"05       | Miglior prestazione personale stagionale |
| 2022 | Mondiali          | Eugene         | 400 m piani | Batteria   | 52"21       |                                          |
| 2022 | Europei           | Monaco         | 400 m piani | Semifinale | 51"25       | Miglior prestazione personale            |
| 2023 | Europei indoor    | Istanbul       | 400 m piani | Semifinale | 53"57       |                                          |
| 2023 | Mondiali          | Budapest       | 400 m piani | Batteria   | 51"36       | Miglior prestazione personale stagionale |
| 2024 | Mondiali indoor   | Glasgow        | 400 m piani | Batteria   | 53"09       | Miglior prestazione personale stagionale |
| 2024 | Europei           | Roma           | 200 m piani | Semifinale | 23"48       |                                          |
| 2024 | Giochi olimpici   | Parigi         | 400 m piani | Batteria   | 51"13       |                                          |